# Meridiano 178 este
El meridiano 178 este de Greenwich es una línea de longitud que se extiende desde el Polo Norte atravesando el Océano Ártico, Asia, el Océano Pacífico, Nueva Zelanda, el Océano Antártico, y la Antártida hasta el Polo Sur.
Comenzando desde el Polo Norte y dirigiéndose hacia el Polo Sur, el meridiano 178 este atraviesa:
| País, territorio o mar | Notas                                                         |
| ---------------------- | ------------------------------------------------------------- |
| Océano Ártico          |                                                               |
| Rusia                  |                                                               |
| Mar de Bering          | Pasa justo al oeste de la Isla Segula, Alaska, Estados Unidos |
| Océano Pacífico        |                                                               |
| Fiyi                   | Islas de Viti Levu y Yanutha                                  |
| Océano Pacífico        |                                                               |
| Fiyi                   | Isla de Kadavu                                                |
| Océano Pacífico        |                                                               |
| Nueva Zelanda          | Isla Norte                                                    |
| Océano Pacífico        |                                                               |
| Océano Antártico       |                                                               |
| Antártida              | Dependencia Ross, reclamada por Nueva Zelanda                 |